# Municipio de Logan (condado de Mitchell)
El municipio de Logan (en inglés: Logan Township) es un municipio ubicado en el condado de Mitchell en el estado estadounidense de Kansas. En el año 2010 tenía una población de 125 habitantes y una densidad poblacional de 1,33 personas por km².

## Geografía
El municipio de Logan se encuentra ubicado en las coordenadas 39°20′53″N 97°58′55″O / 39.34806, -97.98194. Según la Oficina del Censo de los Estados Unidos, el municipio tiene una superficie total de 93.75 km², de la cual 93,65 km² corresponden a tierra firme y (0,1 %) 0,1 km² es agua.

## Demografía
Según el censo de 2010, había 125 personas residiendo en el municipio de Logan. La densidad de población era de 1,33 hab./km². De los 125 habitantes, el municipio de Logan estaba compuesto por el 99,2 % blancos y el 0,8 % eran de una mezcla de razas. Del total de la población el 0 % eran hispanos o latinos de cualquier raza.